# 1607 Mavis
1607 Mavis è un asteroide della fascia principale del diametro medio di circa 11,97 km. Scoperto nel 1950, presenta un'orbita caratterizzata da un semiasse maggiore pari a 2,5506354 UA e da un'eccentricità di 0,3044586, inclinata di 8,57780° rispetto all'eclittica.
L'asteroide è dedicato alla moglie dell'astronomo sudafricano Jacobus Albertus Bruwer.